# Austrolimnophila xanthoptera
Austrolimnophila xanthoptera är en tvåvingeart. Austrolimnophila xanthoptera ingår i släktet Austrolimnophila och familjen småharkrankar.

## Underarter
Arten delas in i följande underarter:
- A. x. cayutuensis
- A. x. xanthoptera